# رولاند آرپین
رولاند آرپین (به فرانسوی: Roland Arpin) آموزگار و مدیر ارتباطات اهل کانادا است. او مدیریت چند گروه کار را در دولت کانادا بر عهده داشته‌است و نیز مدیر در موزه تمدن بوده‌است.

## زندگی
آرپین در ۲۷ آوریل ۱۹۳۴ در مونترال کانادا به دنیا آمد. او دارای لیسانس مدیریت از دانشگاه مونترال است. او سابقه تدریس در مدرسه و دانشگاه را نیز دارد. او از سال ۱۹۷۵ معاونت وزارت آموزش در ایالت کبک را در امر برنامه‌ریزی بودجه این وزارتخانه بر عهده داشته‌است.

## جوایز و افتخارات
- دکترای افتخاری از مؤسسه ملی تحقیقات علمی در سال ۱۹۹۴
- شوالیه ملی از دولت فرانسه در سال ۱۹۹۸
- عضو آکادمی کبکی‌های بزرگ در سال ۲۰۰۱

## مرگ
او در سن ۷۶ سالگی در ۲ سپتامبر سال ۲۰۱۰ در پی ابتلا به بیماری پارکینسون در کبک درگذشت.